# Stelmužė-Eiche

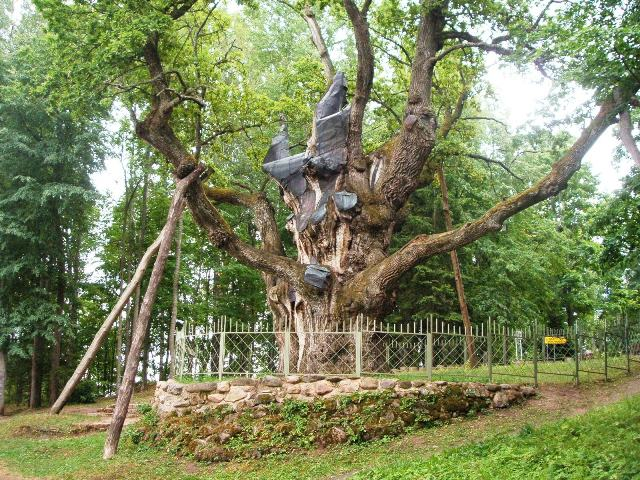
Die Stelmužė-Eiche (2007)

Die Stelmužė-Eiche (litauisch Stelmužės ąžuolas) ist ein Naturdenkmal in Litauen. Die Stieleiche steht in einem ehemaligen Park nahe Stelmužė in der Rajongemeinde Zarasai.
Die Eiche ist der älteste Baum in Litauen und der drittälteste und mächtigste in Europa mit einem geschätzten Alter von 1000 bis 1500 Jahren und einem Stammumfang von 958 Zentimetern (Tausendjährige Eiche). 2016 war sie ungefähr 19 Meter hoch.
Seit 2005 wird der Baum wissenschaftlich beobachtet und erforscht. Ziel ist es dabei, langfristig die physiologische und biomechanische Lebensfähigkeit des Baumes zu erhalten. Rūta Baškytė, in Litauen Leiterin der staatlichen Naturschutzbehörde, sagte dazu, dass es wichtig sei, die Stelmužė-Eiche als Teil der litauischen Geschichte auch für zukünftige Generationen zu erhalten. 2010 gab es in Litauen drei weitere geschützte Eichen mit einem Stammumfang von mehr als 7 Metern. Der von litauischen, tschechischen und englischen Wissenschaftlern ausgearbeitete und umgesetzte Pflegeplan ist darauf ausgelegt, dass die Eiche noch mindestens weitere 300 Jahre lebt.
2016 wurde sie bei der erstmals in Litauen durchgeführten Wahl zum ersten litauischen Baum des Jahres gewählt und nahm 2017 am Wettbewerb „Europäischer Baum des Jahres“ teil.

## Bilder

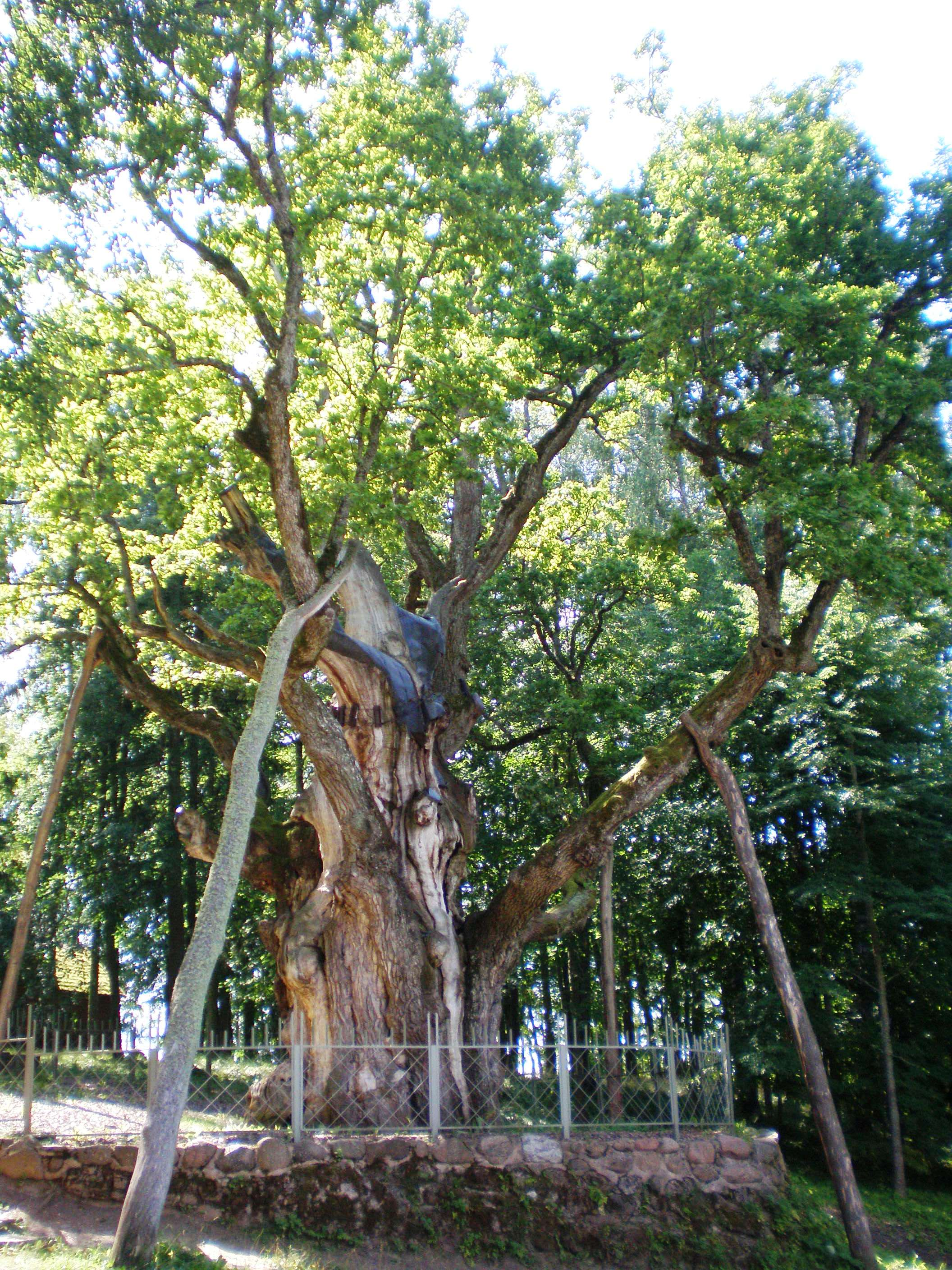
Sicherungsmaßnahmen an der Eiche (2009)
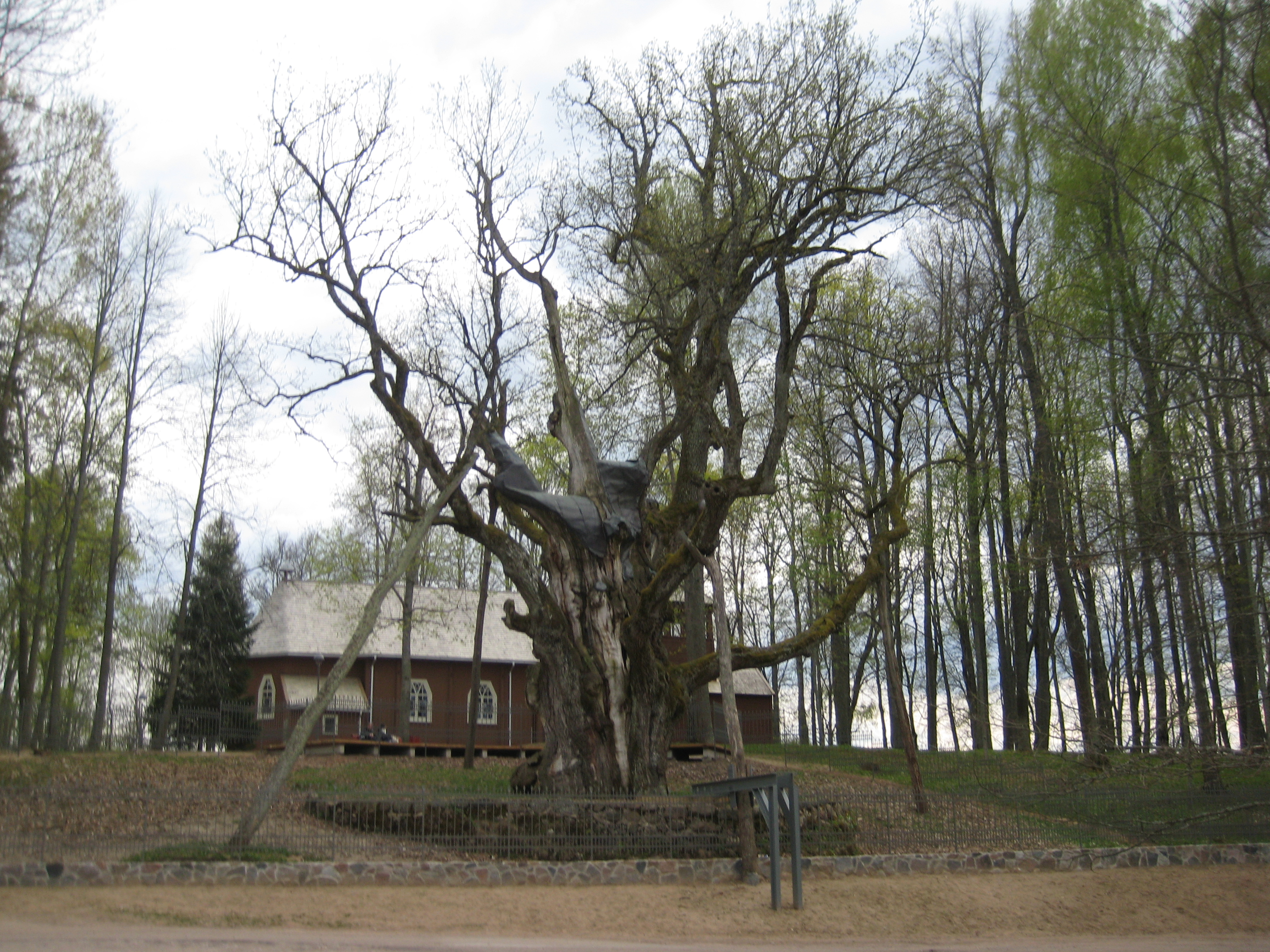
Die Eiche im Winter
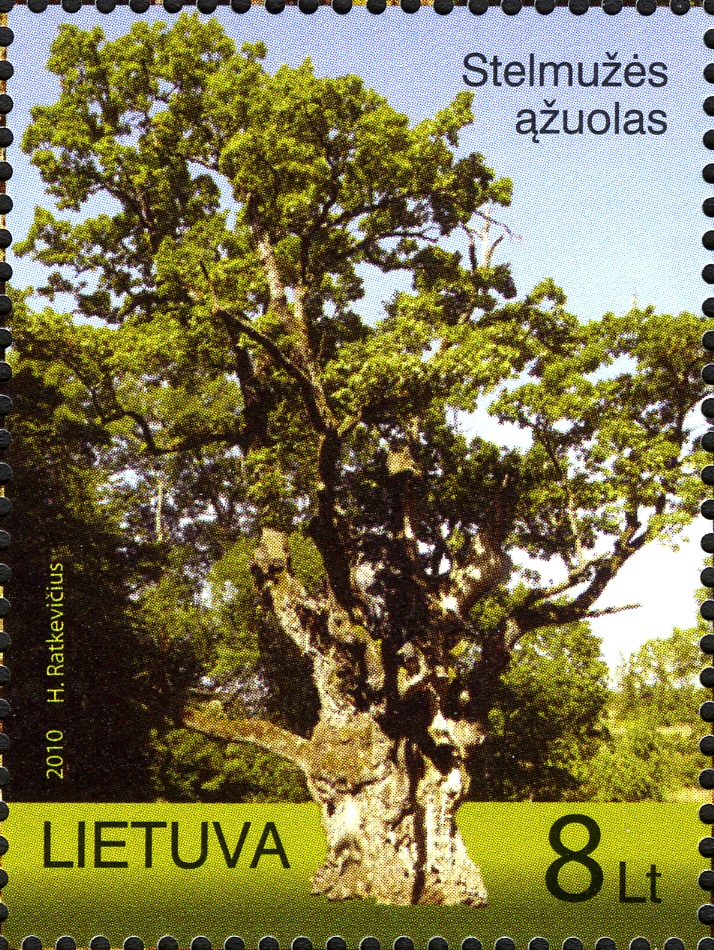
Litauische Briefmarke mit der Eiche
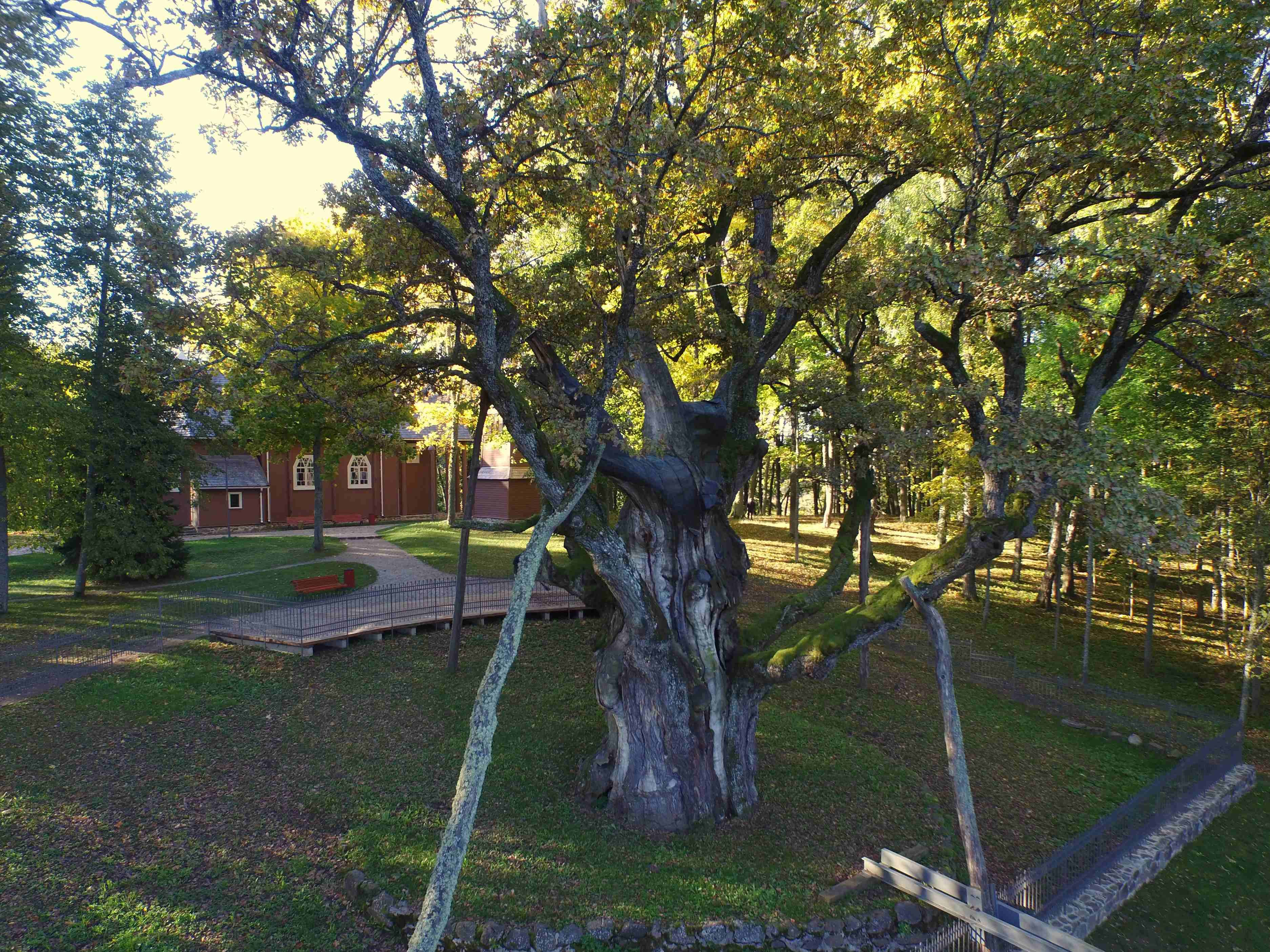
Wettbewerbsbild „ETOY 2017“
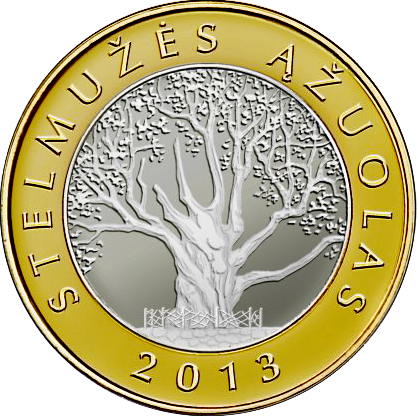
2 Litas Münze mit der Eiche